# Emily Bisharat
Emily Bisharat (1913- 2004) fue una abogada, activista política y filántropa jordana, conocida por ser la primera abogada del Reino de Jordania. Estableció la Unión de Mujeres Árabes en la década de 1950, luchó por el sufragio femenino en Jordania y participó activamente en los debates internacionales sobre los derechos de los palestinos.

## Biografía
Bisharat tenía dos hermanas y la familia de su padre procedía de la ciudad de Salt, en la gobernación de Balqa, a 35 kilómetros al noroeste de Amán. De niña Bisharat quería convertirse en abogada, pero su padre estaba en contra su padre con el argumento de que se suponía que las mujeres jordanas no debían ejercer ninguna profesión fuera de la enseñanza. Estudió en la Escuela de Amigos de Ramallah y luego estudió inglés en la Universidad Sirio-Libanesa. Durante la década de 1930, trabajó como profesora. En Jordania a las mujeres no se les permitía legalmente heredar dinero o propiedades, así que cuando murió su padre dejó todo su dinero a sus sobrinos en lugar de a sus hijas. Bisharat ahorró sus ganancias y se matriculó en la facultad de derecho, obteniendo finalmente su título de abogada en la Universidad Metropolitana de Londres. Después de obtener su título de abogada comenzó a ejercer la abogacía en Jordania y se convirtió en miembro de la Asociación de Abogados de Jordania (JBA) participando dentro de la junta de la asociación en dos ocasiones y más tarde activamente en las reuniones y en las elecciones de la asociación hasta el final de su vida.

## Activismo político y social
El 17 de junio de 1954, Bisharat fundó la Unión de Mujeres Árabes (Ittihad al-Mar'ah al-Arabbiyah). En la primera reunión del sindicato a la que asistieron 800 mujeres Bisharat fue elegida presidenta de la Unión. A finales de 1954 el sindicato presentó un memorando al primer ministro de Jordania, solicitando que se permitiera legalmente a las mujeres votar y presentarse para ocupar cargos públicos. Además durante los siguientes años la unión trabajó para mejorar las tasas de alfabetización femenina, luchó por el sufragio femenino en Jordania y alentó a las mujeres a ejercer plenamente sus derechos políticos. En 1957, la Unión de Mujeres Árabes se vio obligada a cerrar debido a la introducción de la ley marcial y la represión del gobierno contra los partidos políticos y los sindicatos. Bisharat profundamente preocupada por los derechos del pueblo palestino después del éxodo palestino de 1948, viajó a los Estados Unidos para dar charlas y conferencias sobre los derechos de los palestinos. También escribió artículos para la revista Alraed bajo el seudónimo de Bin Al Urdon (Hija de Jordania).
En 1948 abrió un orfanato para niños palestinos y ayudó a establecer la primera escuela de enfermería en Jordania en 1953. Su filantropía fue profundamente estratégica. Según la escritora e investigadora Suhair Tal, Bisharat sabía que era poco probable que su sociedad respondiera bien al activismo político de una mujer y, por lo tanto,

"transformó sus ideas en programas filantrópicos como una ventana de aceptación social".

Murió en 2004 y legó toda su fortuna de 500,000 JD (aproximadamente $ 700,000 US ) a varias organizaciones benéficas y la iglesia, donó su biblioteca, máquina de coser e impresora a la organización no gubernamental internacional Sisterhood Is Global Institute (SIGI).